# GE Appliances
GE Appliances ist ein Hersteller von Haushaltsgeräten, der ursprünglich zu General Electric gehörte, einem der umsatzstärksten Mischkonzerne der Welt und von diesem 2016 an Haier verkauft wurde. 
GE Appliances hat mit GE Consumer Service einen eigenen Kundendienst in den USA aufgebaut.

## Produkte
- Kühlschränke
- Gefrierschränke
- Elektroherde
- Backöfen
- Waschmaschinen
- Wäschetrockner
- Geschirrspüler
- Abwasser- und Wasserpumpen
- Dunstabzugshauben
- Wasseraufbereitung
- Klimaanlagen
- Abfallzerkleinerer
- Raumluftentfeuchter